# Ксьонжниці-Малі
Ксьонжниці-Малі (пол. Książnice Małe) — село в Польщі, у гміні Кошиці Прошовицького повіту Малопольського воєводства.
Населення — 215 осіб (2011).
У 1975-1998 роках село належало до Келецького воєводства.

## Демографія
Демографічна структура станом на 31 березня 2011 року:
|          | Загалом | Допрацездатний вік | Працездатний вік | Постпрацездатний вік |
| -------- | ------- | ------------------ | ---------------- | -------------------- |
| Чоловіки | 101     | 19                 | 62               | 20                   |
| Жінки    | 114     | 24                 | 57               | 33                   |
| Разом    | 215     | 43                 | 119              | 53                   |